# Peter Wetterberg
Peter Wetterberg, född 1737 i Norrköping, död 14 juli 1795 i Linköping, var en svensk glasmästare och spegelfabrikör.

## Biografi
Peter Wetterberg fick den 20 februari 1773 hallrättens tillstånd att inrätta en spegelfabrik i Linköping. Han bodde på Sankt Lars kvarter 18 i Linköping. Han avled 1795 i Linköping av slag.

### Familj
Wetterberg gifte sig 5 februari 1768 med änkan Catarina Schefman (född 1731). De fick tillsammans sonen Anders Petter (född 1769).

### Produktion
| År   | Speglar (antal) | Värde (summa)          |
| ---- | --------------- | ---------------------- |
| 1774 | 73              | 79,21 daler kopparmynt |
| 1775 | -               | -                      |
| 1776 | 60              | 23,5 daler kopparmynt  |
| 1784 | 600             | 16,32 daler kopparmynt |
| 1798 | 150             | 6,12 daler kopparmynt  |
| 1799 | 421             | 17,26 daler kopparmynt |
| 1800 | -               | -                      |
| 1801 | 250             | 14,44 daler kopparmynt |